# Olga Ciolacu
Olga Bătrînac, cunoscută mai bine sub numele de scenă Olga Ciolacu (n. 10 octombrie 1949  în Lozova, Strășeni), este o interpretă de muzică ușoară și populară din Republica Moldova.
A studiat la Institutul de Arte „G. Musicescu” din Chișinău (actualmente Academia de Muzică, Teatru și Arte Plastice) în anii 1967–1971, la profesorul Vasile Constantin (disciplina măiestrie scenică). A urmat acolo cursurile facultății de regie.
Olga Ciolacu a lucrat ca regizor la Televiziunea din Chișinău în anii 1972–1977. Până în 1979 a activat ca solistă  la Filarmonica Națională in  Ansamblul de cântece si dansuri cu specific țigănesc, apoi a făcut parte din Orchestra de muzică populară „Fluieraș” (1980–1982), Orchestra Radioteleviziunii Nationale (1983–1993). In 1989 fondează Ansamblul de muzică ușoară "[Dacii|Dacia]" înregistrând cu el primul disc "Pe adresa unui neam" la casa de discuri "Melodia" din Moscova. Din 1994 fondează  si este director artistic al primului Teatru de Varietăți „Olga Ciolacu” din Moldova...
În activitatea sa de interpretă, a întreprins turnee artistice în Australia, Cuba, Franța, SUA, Suedia, Finlanda, Italia, Austria, Israel, Turcia, Gana, Benin, Rusia, România etc. Din repertoriul său fac parte cântece de C. Rusnac, A. Luxemburg, M. Oțel, Gh. Mustea, I. Duca, Gh. Banariuc, A. Chiriac, Eugen Doga, I. Enache, B. Kuker, V. Dânga, I. Spițin, V. Crăciun, Ion Aldea-Teodorovici, Ștefan Hrușcă ș.a.
Olga Ciolacu a fost laureată a festivalului „Crizantema de aur” (Târgoviște, 1993–1995). A devenit Artistă Emerită a RSSM în 1988 și Artistă a Poporului din Republica Moldova în 1995. În 1993, a primit medalia „Meritul Civic”, iar în 1999 Ordinul „Gloria muncii”. În 2018, la ziua sa de naștere, a fost decorată  cu Ordinul Republicii, cel mai înalt ordin al Republicii Moldova.
Este căsătorită cu Valentin Bătrînac, acesta fiind și impresarul său.